# Ceraclea martynovi
Ceraclea martynovi là một loài Trichoptera trong họ Leptoceridae. Chúng phân bố ở miền Ấn Độ - Mã Lai.